# Prašuma Lom
Prašuma Lom se nalazi na planini Klekovači, a administrativno pripada općini Petrovac, Republika Srpska, BiH. Upravljani je prirodni rezervat na 297,7 hektara površine. Prašumu uglavnom čine stabla bukve, jele i smreke. Zajednica bukve i jele sa smrekom dominira na 82% površine rezervata dok ostatak čini subalpinska bukova šuma na nešto višim nadmorskim visinama.